# Pietra Osio
Pietra Osio (Milano, XIII secolo – Milano, 1297) fu badessa del Monastero Maggiore di Milano.

## Biografia

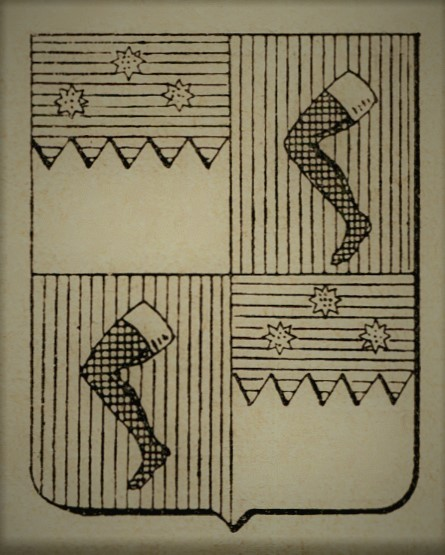
Stemma della famiglia Osio

Discendente da famiglia di parte torriana, che annoverò una cospicua serie di podestà in diversi comuni dell'Italia centro-settentrionale, nacque a Milano poco prima della metà del XIII secolo e salì alla carica di badessa del monastero maggiore di Milano nel 1277, succedendo ad Agnese dell'Orto.
Amministrò il consistente patrimonio dell'ente monastico sullo scorcio di un difficile decennio caratterizzato dagli scontri tra  Torriani e Visconti. I rapporti con gli affittuari e gli abitanti delle località in cui erano dislocate le diverse proprietà furono problematici e conflittuali per quasi tutto il periodo di governo di Pietra Osio, che dovette affrontare una serie di controversie con i debitori insolventi, mostrando doti di capacità e tenacia. 
Il suo primo intervento fu di far compilare, nel 1278, l'inventario generale di tutti i beni, per poi procedere ad una ristrutturazione dei rapporti di affittanza. Per i beni di Montevolpe la badessa cambiò radicalmente le modalità di conduzione delle terre, affittandole globalmente con canone in denaro. Anche a Dugnano e Incirano la riorganizzazione del patrimonio fondiario avvenne a seguito del deterioramento dei rapporti con gli affittuari e con gli abitanti, quasi tutti debitori del monastero, tanto che si giunse a comminare pene a tutta la comunità di Dugnano. Alcune sentenze del console di giustizia milanese e l'emanazione di nuovi statuti nel 1282 appianarono le controversie, anche in relazione al problema dei diritti di signoria sul luogo.
Nel 1284 la situazione fu normalizzata con il ripristino delle figure dei Gastaldi e Pietra Osio riorganizzò i rapporti di conduzione anche per i beni di Arosio, dando contemporaneamente un nuovo assetto al territorio con ulteriori acquisti e risolvendo alcuni problemi di debiti e insolvenze dovuti alla contingente situazione della guerra con Como. Dal 1288 la badessa stessa nominò il podestà di Arosio. Altri dissapori si trascinarono per un decennio a Baranzate, con famiglie di affittuari insolventi, e a Cerchiate, dove l'importanza del sistema idrico rendeva necessaria un'amministrazione attenta e continua; dopo alcune tensioni, anche con il comune di Milano per la rimozione di una chiusa, la badessa Osio concesse in affitto a Vitale e Tommaso Mantegazza il letto del torrente Malolla. Si spense a Milano nel 1297.